# Société des Chemins de fer du Centre
Pour les articles homonymes, voir CFC.

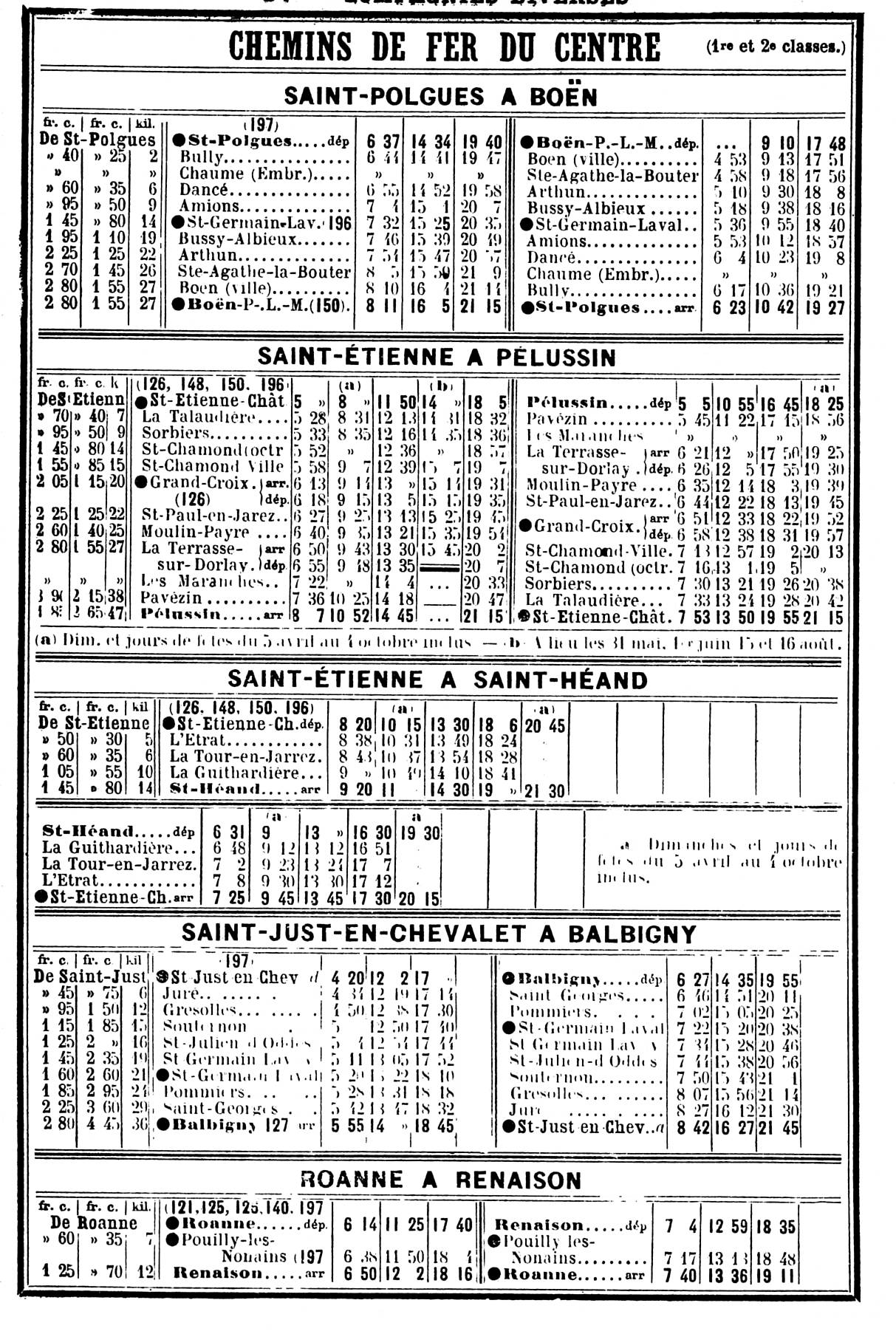
Horaires du CFC en mai 1914
Cliquer sur l'image pour l'agrandir

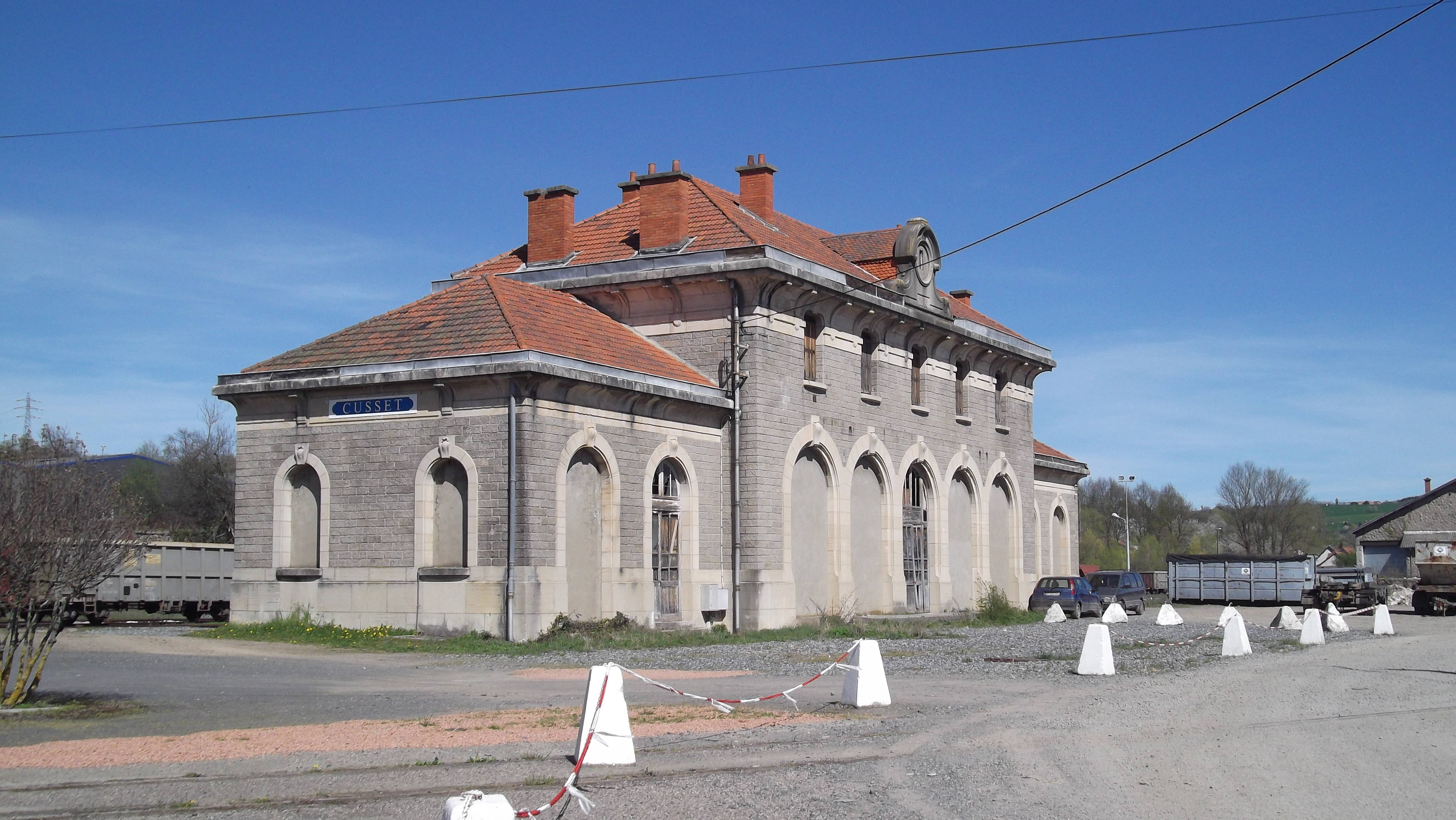
Bâtiment voyageurs de la gare de Cusset

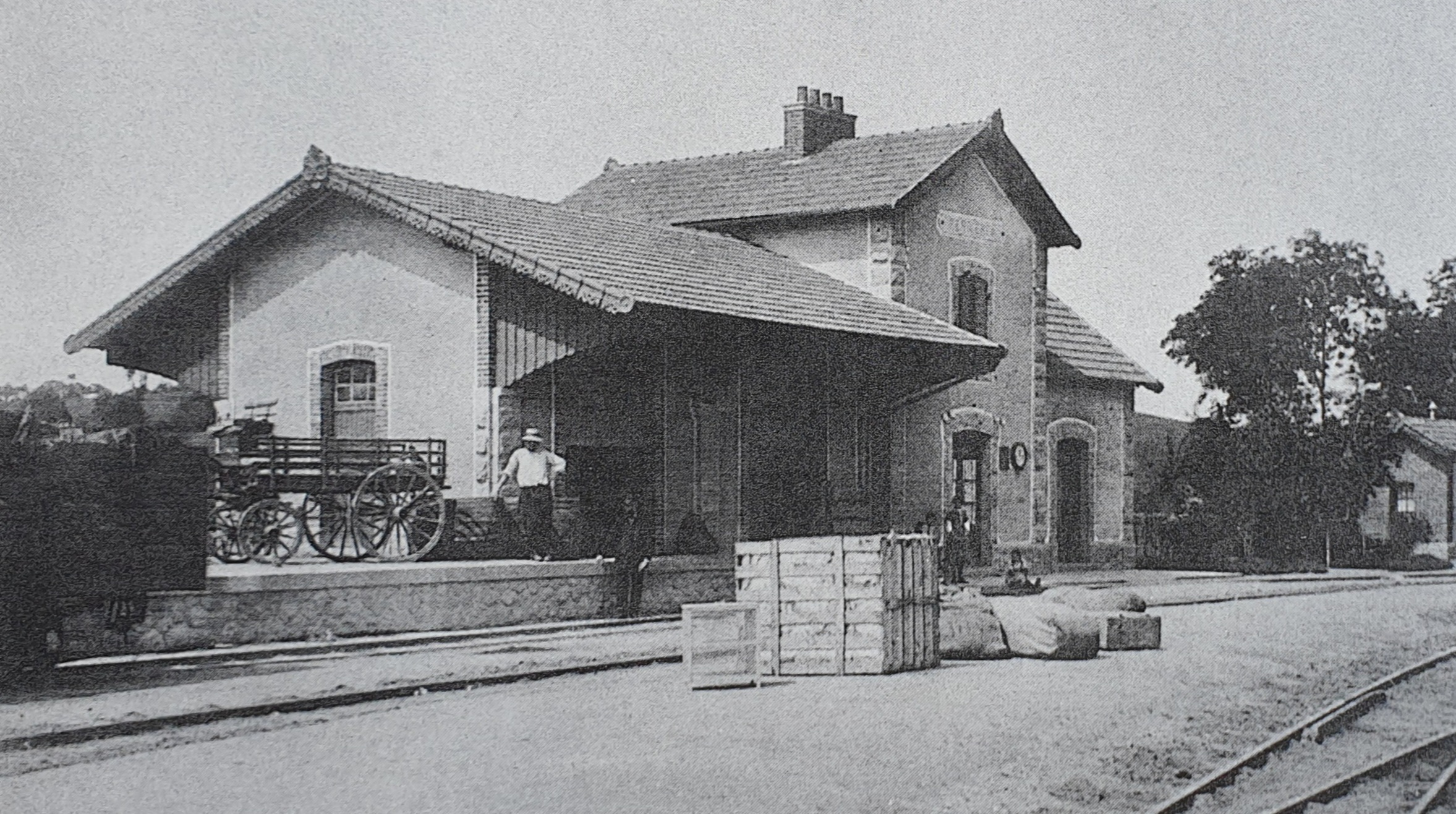
La gare de Ferrières-sur-Sichon.

La Société des Chemins de fer du Centre (CFC), exploite, de 1911 à 1928, un réseau de chemins de fer secondaire à voie métrique dans le département de l'Allier et de la Loire.

## Historique

### Le réseau CFC
Le réseau des Chemins de Fer du Centre (CFC) est composé de deux entités aux caractéristiques propres :
- un réseau de chemins de fer constitué de lignes à voie métrique,  tracées en site propre, avec de nombreux ouvrages d'art ;
- l'ancien réseau des Chemins de fer Départementaux de la Loire (CFDL), affermé en 1911, également à écartement métrique, mais de type tramway avec de nombreuses sections sur route ou en accotement.

Le centre du réseau des CFC est situé à Saint-Germain-Laval, où se trouve le dépôt et les ateliers.

### Les lignes du réseau

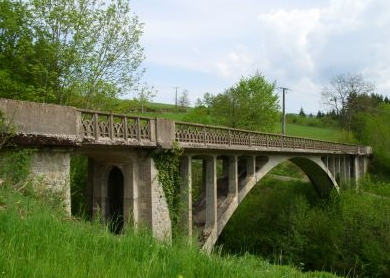
Viaduc du Moulin Neuf, près de Ferrières-sur-Sichon

#### Département de l'Allier

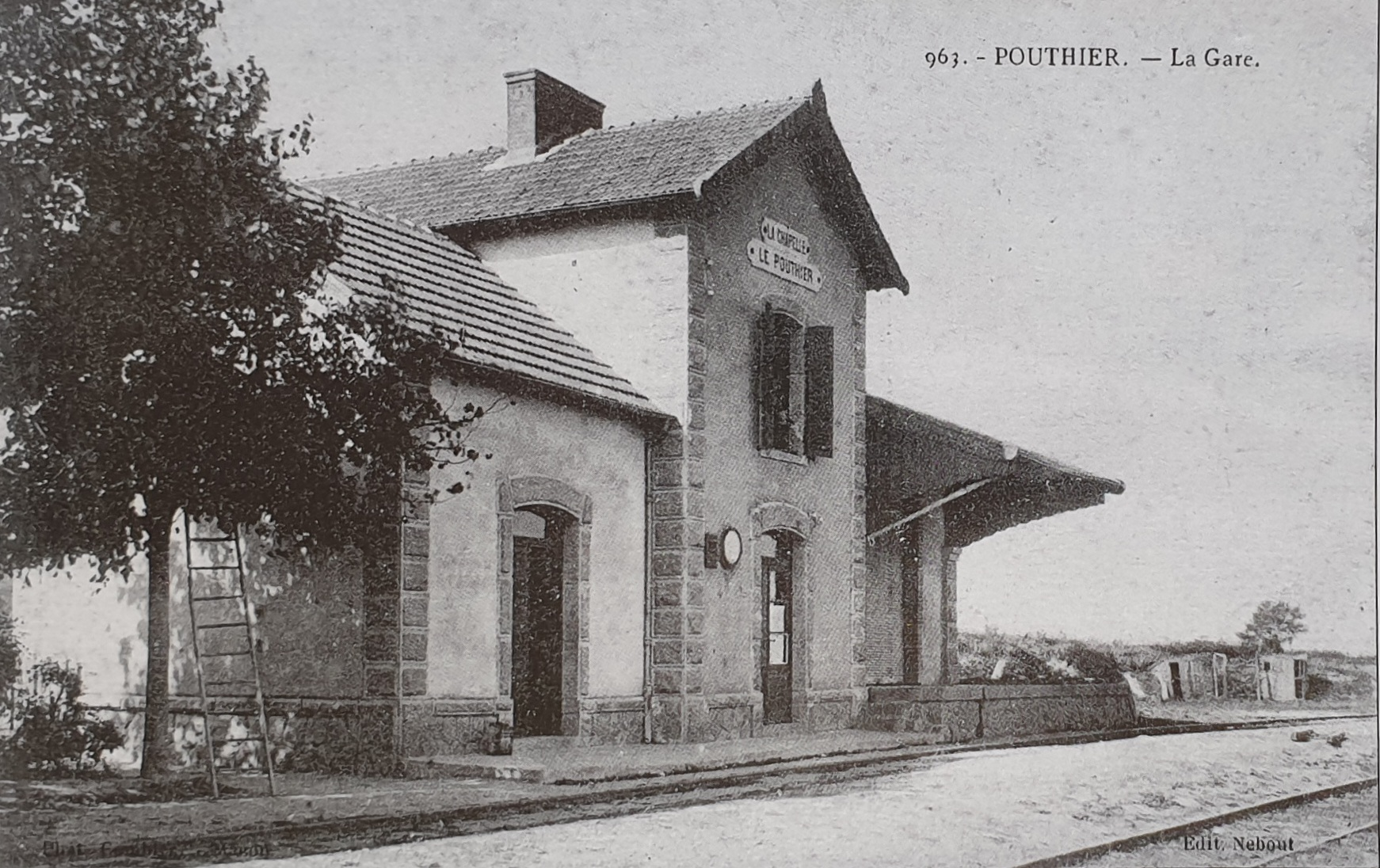
Gare de Pouthiers sur la commune de La Chapelle

À l'origine, la Société des Chemins de Fer du Centre (CFC), est créée par l'ingénieur Émile Lapeyre en association avec François Mercier, entrepreneur de travaux publics. 
Il réalise les travaux de construction de la ligne dans le département de l'Allier, entre Cusset et Lavoine-Laprugne, avec une ouverture progressive par sections.
- Section de Vichy à  Cusset, 4 km, ouverte le 4 juillet 1912, fermée le 1er juillet 1949. Cette ligne est créée par la compagnie PLM en voie normale, avec ensuite imbrication d'une voie métrique lors de l'affermage par les CFC
- Section de Cusset à Ferrières-sur-Sichon, via Le Mayet-de-Montagne, 29 km, ouverte le 11 juillet 1910, fermée le 1er juillet 1949.
- Section de Ferrières-sur-Sichon à Lavoine-Laprugne, 9 km, ouverte le 1er janvier 1911, fermée le 1er juillet 1949.

La ligne est ensuite prolongée vers Saint-Just-en-Chevalet dans le département de la Loire.
La distance est de 38 km entre les gares de Vichy et Lavoine-Laprugne. Le point culminant se situe au col du Beau Louis à 824 mètres d'altitude. 
Le chemin de fer appelé « tacot de la Montagne bourbonnaise » dispose de :
- quatre gares : Cusset, Molles, Le Mayet-de-Montagne et Ferrières-sur-Sichon ;
- deux haltes avec arrêts à la demande : Les Malavaux et Le Rocher de Saint-Vincent ;
- sept arrêts effectués uniquement par quelques trains : Gacon, Les Grands Nauds, Pouthiers, Barnichon, Baptier, l'Épinglier, et Les Effayes.

#### Département de la Loire

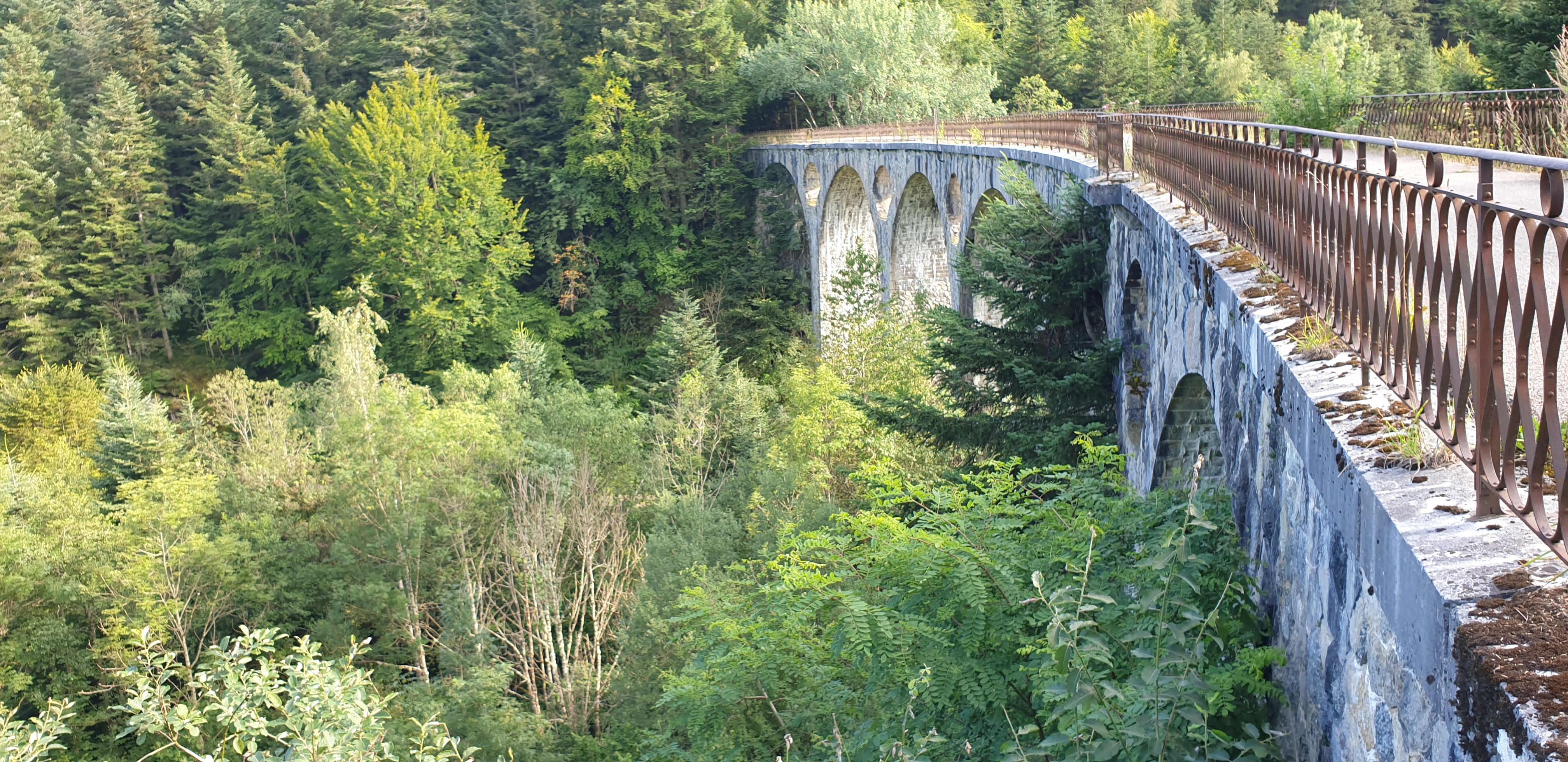
Viaduc des Peux sur la Besbre

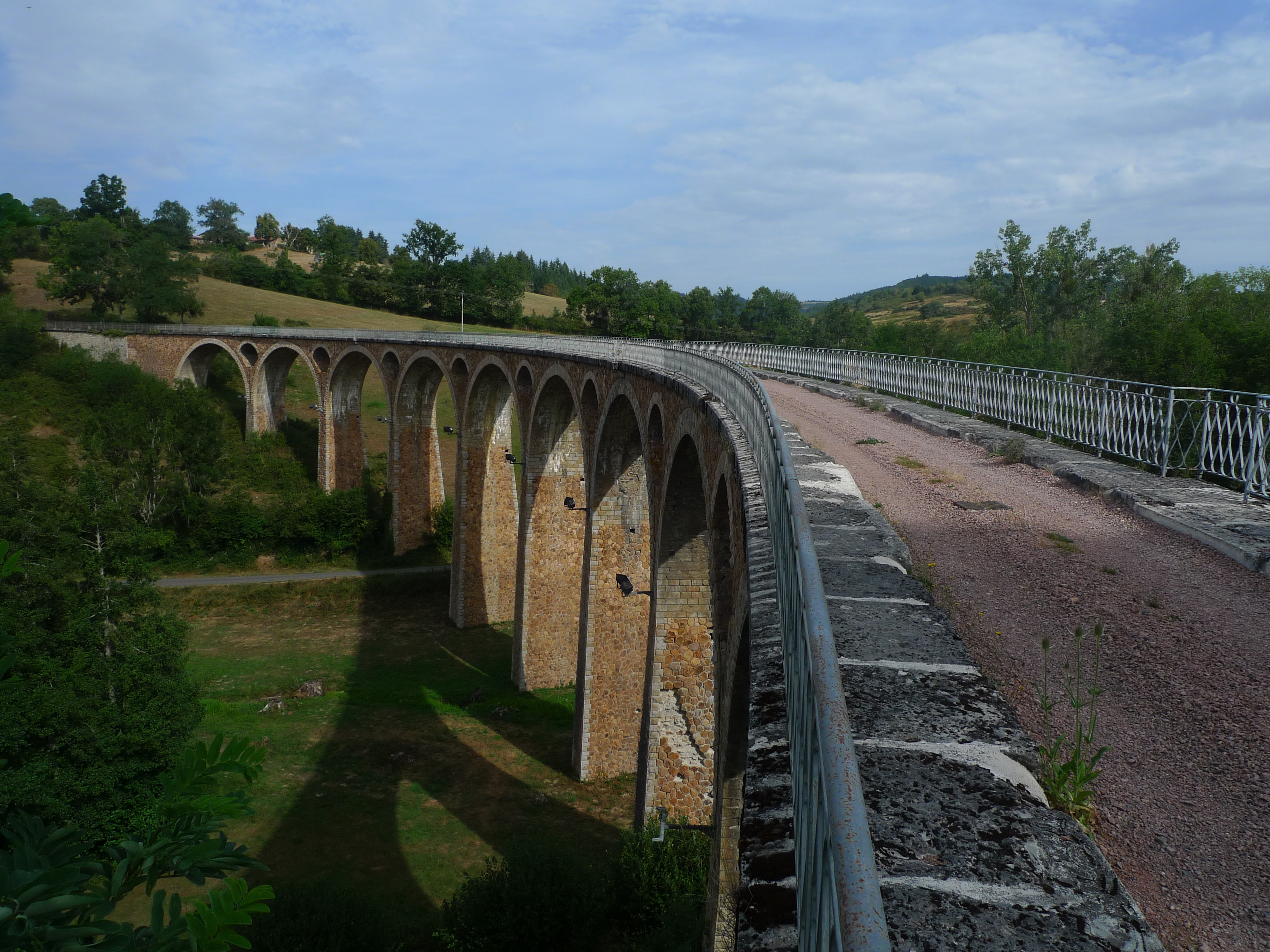
Viaduc de Juré dans le département de la Loire.

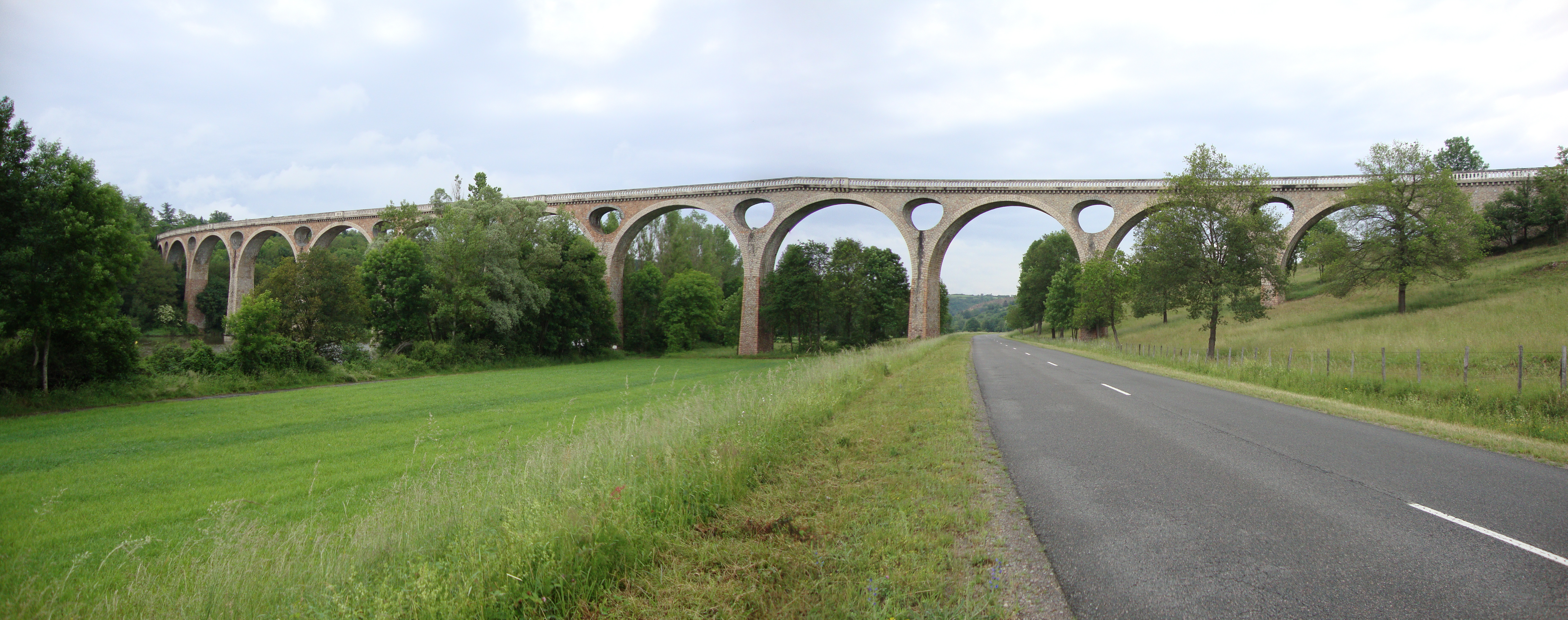
Viaduc de Chessieux sur la commune de Saint-Georges-de-Baroilles

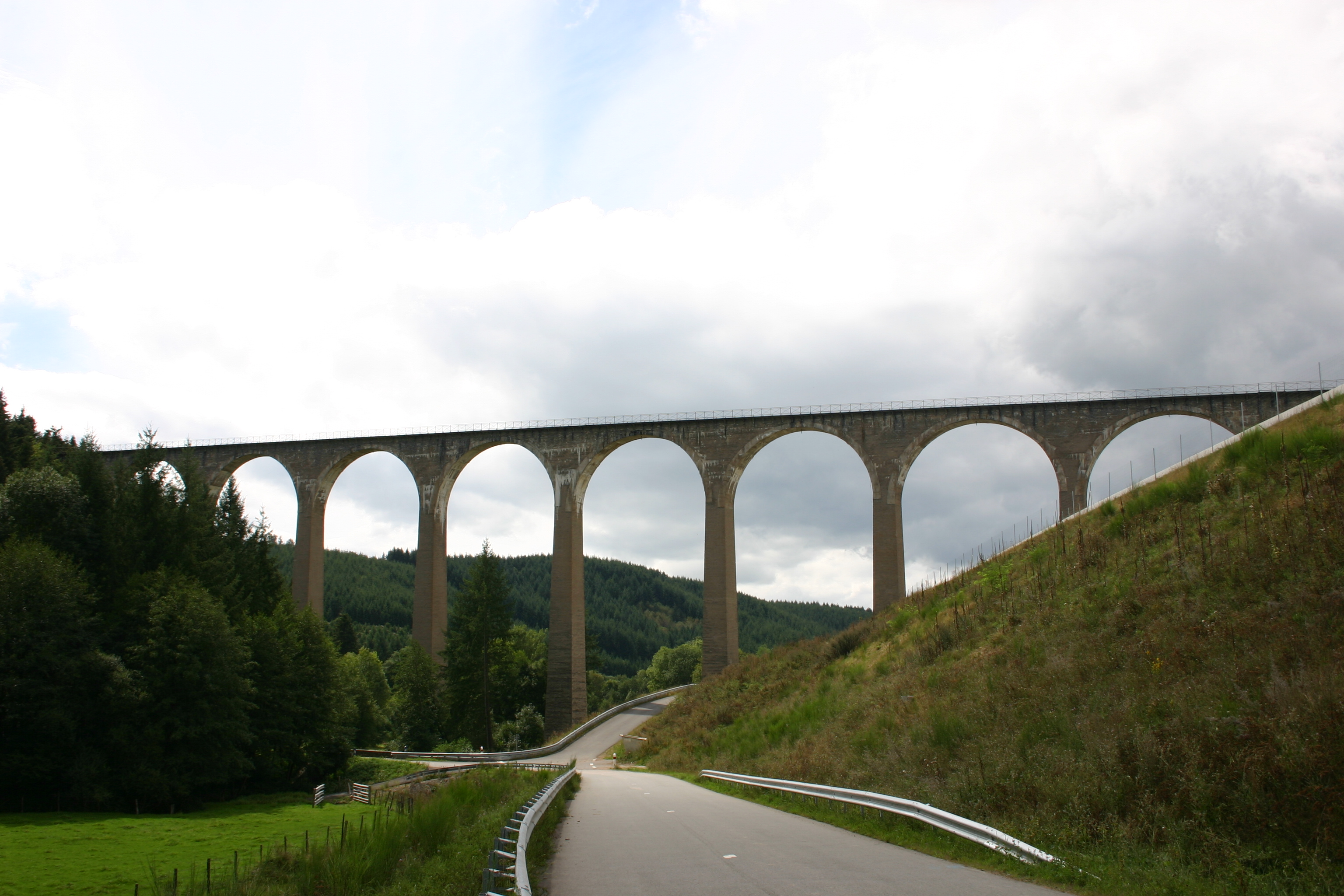
Le Viaduc dit Pont Marteau sur la commune de Bussières

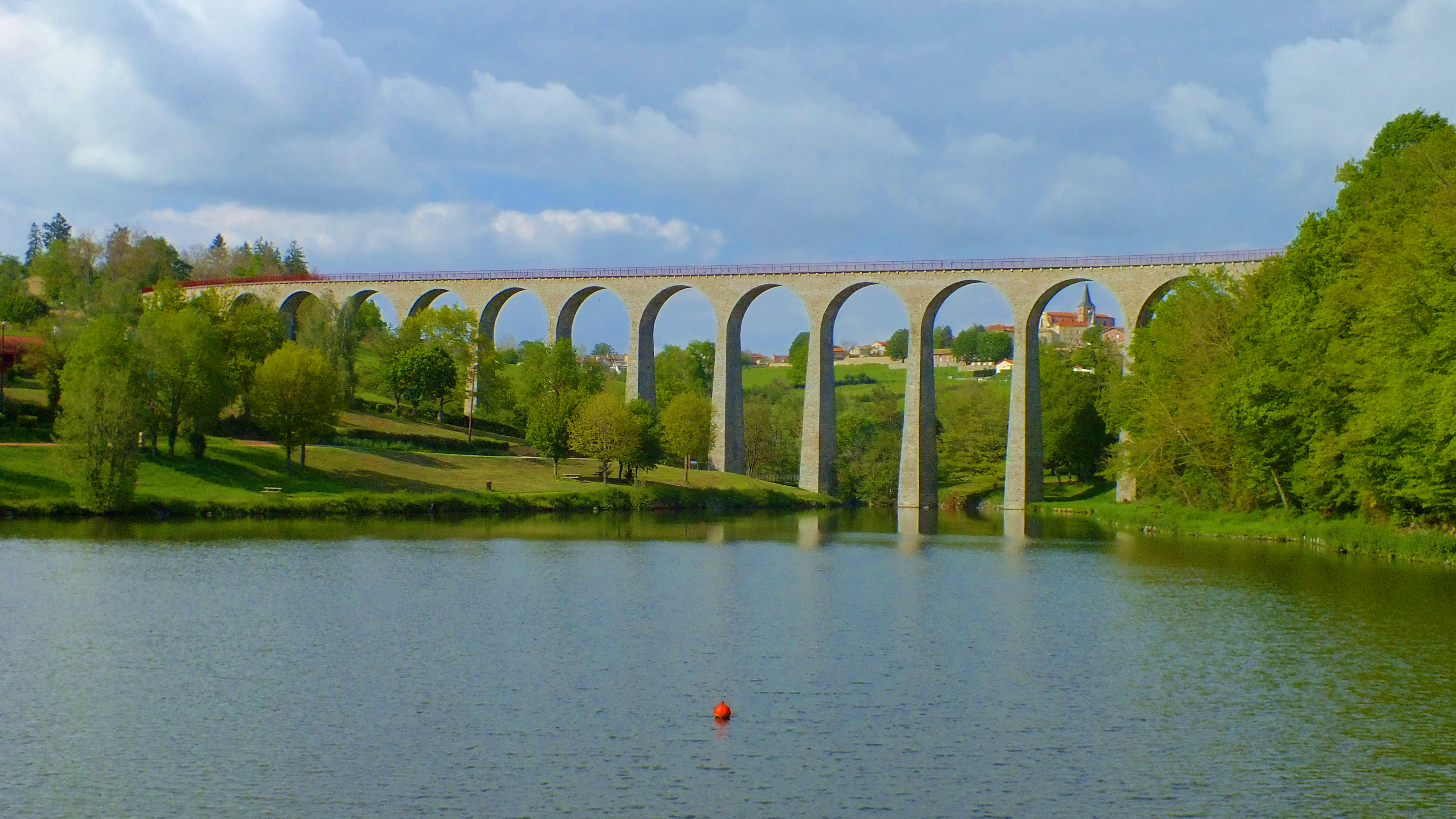
Le viaduc de Saint-Symphorien-de-Lay

- Lavoine-Laprugne à Saint-Just-en-Chevalet, 16 km, ouverture le 6 avril 1912
- Saint-Just-en-Chevalet à Juré, 5 km, ouverture le 6 juillet 1912
- Juré à Saint-Polgues, 14 km, ouverture le 6 juillet 1912 (embranchement)
- Juré à Balbigny via Saint-Germain-Laval, 30 km, ouverture le 15 novembre 1913
- Balbigny à Bussières, 11 km, ouverture 1915
- Bussières à Régny, 26 km, ouverture 1923

#### Jonctions
La ligne était reliée :
- au PLM, à Cusset, Balbigny et Régny
- à la SE, au Mayet de Montagne
- aux CFDL, à Saint-Germain-Laval et Saint-Polgues
- aux carrières de Malavaux à Cusset (embranchement privé).

### Lignes du réseau CFDL affermées en 1911
- Roanne à Boën-sur-Lignon, via Saint-Polgues et Saint-Germain-Laval, 54 km, fermeture en 1938 ;
- Saint-Étienne à Saint-Chamond, 14 km, prolongée de 34 km vers Pélussin, puis de 6 km vers Maclas, ouverture 1917, fermeture le 15 juillet 1931 ;
- Saint-Étienne à Saint-Héand, 14 km, fermeture en 1931.

## Ouvrages d'arts
- Viaduc de Saint-Georges-de-Baroille sur la Loire : longueur 272,7 m, hauteur 17,4 m
- Viaduc de La Roche : longueur 300 m, hauteur 30 m
- Viaduc dit « Pont-Marteau » : longueur 320 m, hauteur 50 m
- Viaduc des Peux sur la Besbre : longueur 112 m, hauteur 25,3 m
- Viaduc du Moulin-Neuf sur le Siamouzan : longueur 64 m[3]
- Viaduc de la Thuilière à Juré : longueur 150 m, hauteur 34 m

## Matériel roulant

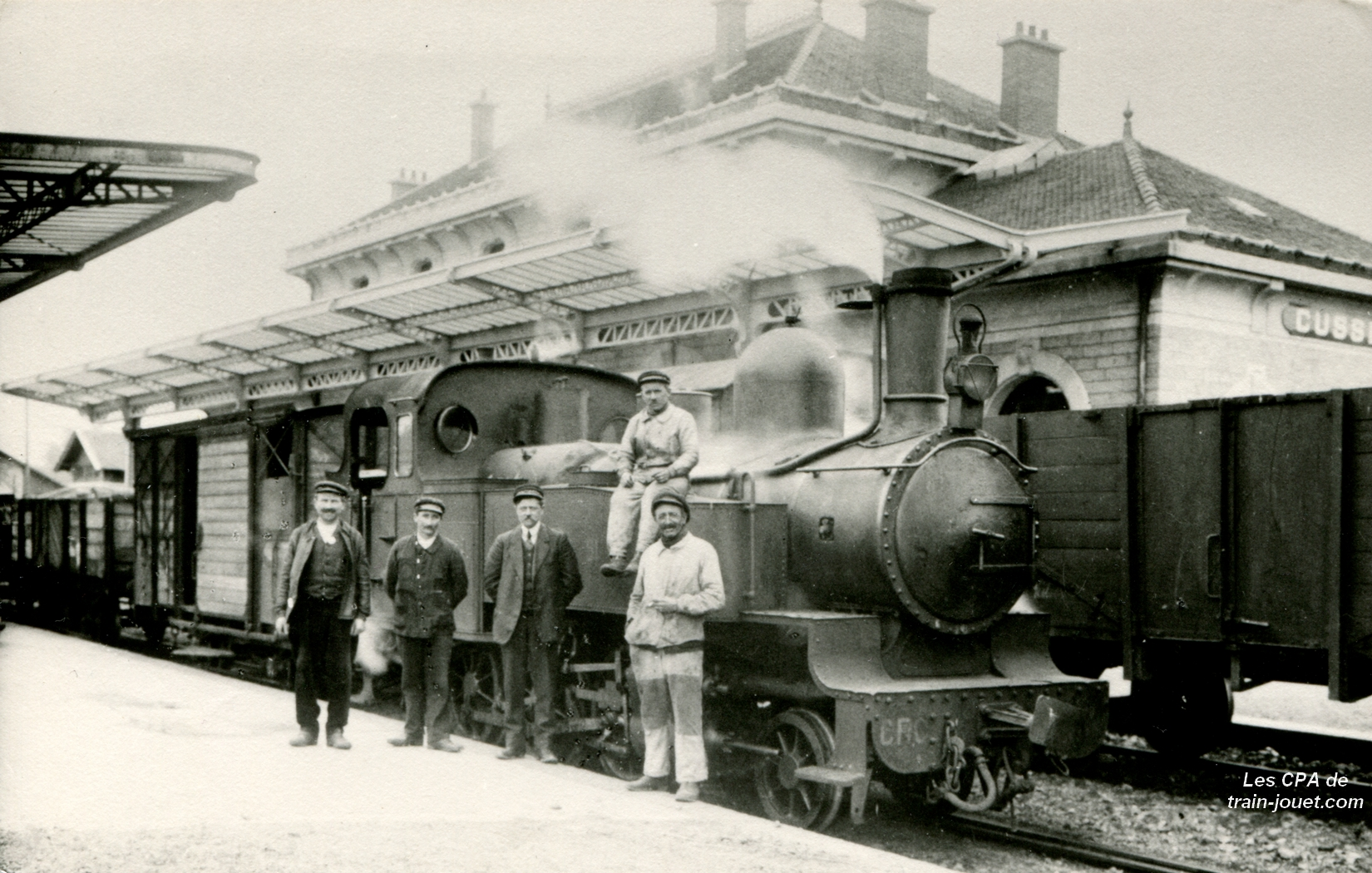
Locomotive de type 130T, construite par Decauville, série 50 à 54 en gare de Cusset

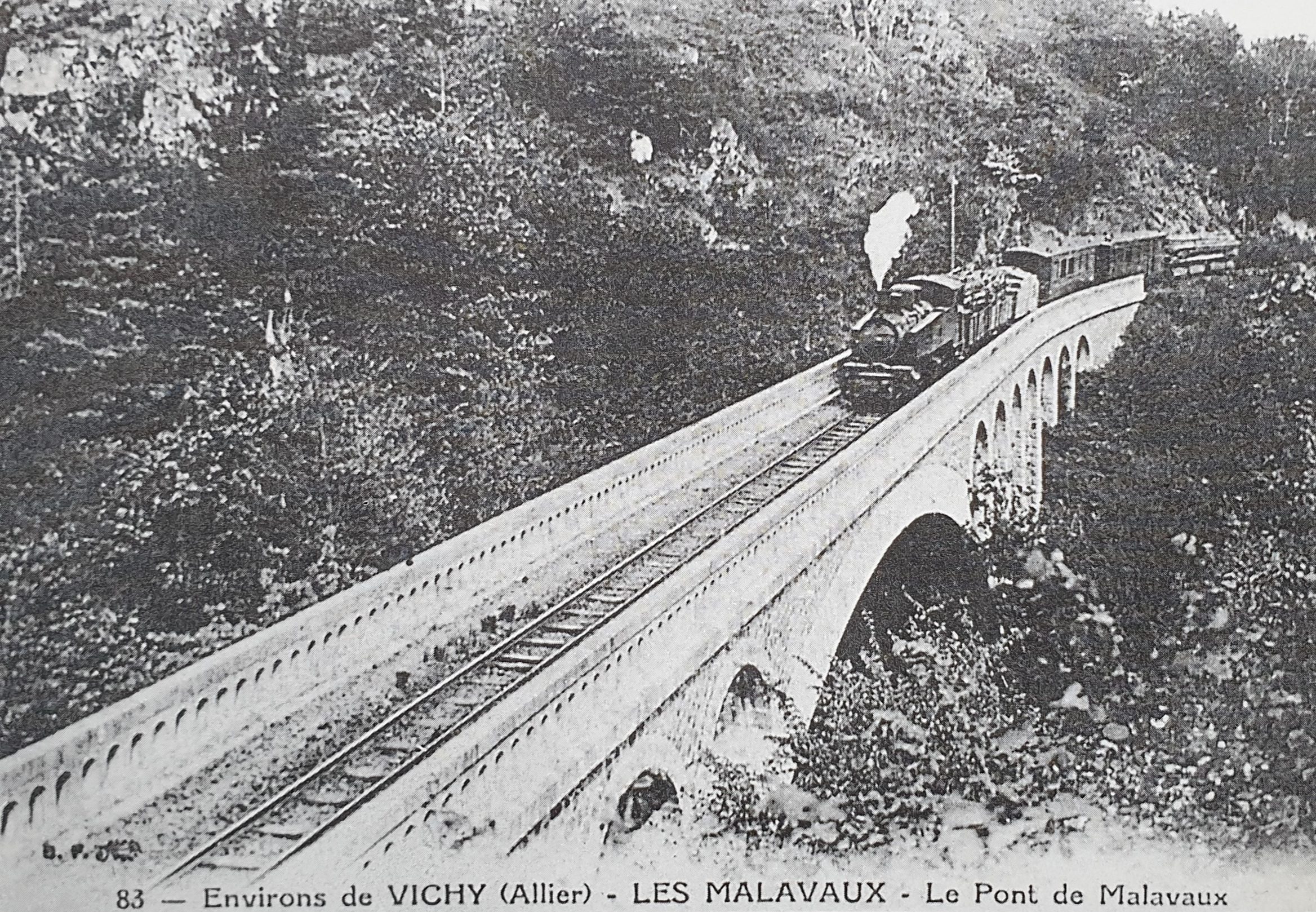
Locomotive Mallet sur le viaduc de Malavaux

- Locomotives

type 130T, Decauville, série 50 à 54
type 030+030T, Corpet-Louvet, série 101 à 105, poids à vide 38 tonnes et 52 tonnes en charge
type 230T, Cail, série 3-21 à 3-23, poids à vide 38 tonnes
- Voitures à voyageurs

voitures ABf, à bogies, 1re : 9 places, 2e : 35 places, no 16 à 21,
voiture Bf, à bogies, 2e : 47 places,  no 41 à 44 et 48,
voitures BDf, à bogies, 2e : 25 places, no 61 à 66,
- Wagons de marchandises à 2 essieux

couverts, série Gf 401 à 408 & 451 à 479
tombereaux, série Hf 601 à 635 & 636 à 685
plats, série MfC 801 à 820 & MC 831 à 866
plats à traverse pivotante, série M 901 à 916

## Exploitation
Le réseau fut  exploité par trois compagnies :
- la Société des Chemins de fer du Centre (CFC) de 1911 à 1928
- la Régie des chemins de fer départementaux de la Loire à partir de 1928, pour les lignes du département de la Loire
- la Société générale des chemins de fer économiques, à partir de 1928, pour les lignes du réseau départemental de l'Allier